# بشير يموت
بشير بن سليم يموت (1890م - 1961م) شاعر لبناني غزير الإنتاج، نظم في أغراض الشعر المعروفة في عصره: المدح والهجاء، والغزل، والرثاء، والفخر، والحكمة، فضلاً عن الوصف، والإخوانيات، ومجاوبة الأحداث السياسية والمناسبات الدينية، وحتى الخمريات. نال جائزة أفضل قصيدة عن قصيدة «المريض» عام 1926.

## نبذة
بشير بن سليم يَمُّوت ولد في بيروت عام 1890 على أيام العثمانيين. تلقى علومه الأولى في المدرسة المجيدية، ودرس اللغة العربية بعناية نفر من كبار الأساتذة في زمنه: الشيخ محيي الدين الخياط، وحسن المدور، والشيخ عبد الرحمن سلام. تلقى علوم الفقه والنحو على الشيخ محمد خرما. عمل في محل تجارة، ثم في الخدمة العسكرية، ثم عمل موظفًا في وزارة المال (1936) وموظفًا في وزارة العدل (1945) إلى أن تقاعد (1955). نشر مقالات وقصائد في الصحف أتاحت له أن يؤسس مكتباً للتحرير (1928) لتعاطي الأعمال الكتابية. فوضه أعضاء نادي الإخاء الوطني ليمثلهم أمام لجنة «كراين».

## أعماله
نشرت معظم قصائده في صحف عصره مثل الرأي العام، والبرق، والشرق، والحقيقة، والنديم، والبيرق، والمرأة الجديدة، وغيرها، وقد بلغت 17 قصيدة، وعدد أبياتها 5162 بيتا. وله مطولة ذات طابع ملحمي، بعنوان «صور الحياة» تتكون من مقدمة، وواحد وعشرين مشهداً، وخاتمة، طبعت عام 1947.
له مقالات أدبية واجتماعية وسياسية نشرت ومؤلفات وتحقيقات عن «شاعرات العرب في الجاهلية والإسلام»، «ديوان ذي الرمة»، «ديوان عمر بن أبي ربيعة»، «بشار ابن برد»، «ديوان أمية بن أبي الصلت»، «ديوان جميل بثينة».
.

## وصلات خارجية
- تفاصيل الشاعر - بشير يموت
- http://www.yamoutfamily.com/ghazi/about.html